# Lijst van voetbalinterlands Luxemburg - Tsjechië
Deze lijst van voetbalinterlands is een overzicht van alle officiële voetbalwedstrijden tussen de nationale teams van Luxemburg en Tsjechië. De landen speelden tot op heden twee keer tegen elkaar. De eerste ontmoeting, een kwalificatiewedstrijd voor het Europees kampioenschap voetbal 1996, werd gespeeld in Luxemburg op 7 juni 1995. Het laatste duel, de returnwedstrijd in dezelfde kwalificatiereeks, vond plaats op 15 november 1995 in Praag.

## Wedstrijden
| № | Plaats     | Datum            | Competitie           | Wedstrijd            | Uitslag |
| - | ---------- | ---------------- | -------------------- | -------------------- | ------- |
| 1 | Luxembourg | 7 juni 1995      | EK 1996 kwalificatie | Luxemburg – Tsjechië | 1 – 0   |
| 2 | Praag      | 15 november 1995 | EK 1996 kwalificatie | Tsjechië – Luxemburg | 3 – 0   |

## Samenvatting
| Competitie      | Totaal gespeeld | Winst Luxemburg | Gelijk | Winst Tsjechië | Doelsaldo Luxemburg – Tsjechië |
| --------------- | --------------- | --------------- | ------ | -------------- | ------------------------------ |
| EK-kwalificatie | 2               | 1               | 0      | 1              | 1 − 3                          |
| Totaal          | 2               | 1               | 0      | 1              | 1 − 3                          |

## Details

### Eerste ontmoeting
| Luxemburg       | 1 – 0 | Tsjechië |
| Guy Hellers 89' | goals |          |

### Tweede ontmoeting
| Tsjechië                                            | 3 – 0 | Luxemburg |
| Radek Drulak 33' Radek Drulak 46' Patrik Berger 57' | goals |           |